# Карлос Бельмонте (стадион)
«Ка́рлос Бельмо́нте» (исп. Estadio Carlos Belmonte) — мультиспортивный стадион в Альбасете, Испания. Вмещает 17 300 зрителей. Является домашней ареной футбольного клуба «Альбасете». Открыт в 1960 году. Иногда здесь проводит домашние матчи сборная Испании по футболу.

## Матчи сборной Испании по футболу
- Испания —  Израиль, Чемпионат Европы по футболу 2000 (отборочный турнир), 10 октября 1999 года
- Испания —  Северная Ирландия, Чемпионат Европы по футболу 2004 (отборочный турнир), 12 октября 2002 года
- Испания —  Россия, товарищеский матч, 27 мая 2006 года
- Испания —  Армения, Чемпионат мира по футболу 2010 (отборочный турнир), 10 сентября 2008 года